# Guineu veloç
La guineu veloç (Vulpes velox) és una petita guineu que es troba a les praderies occidentals de Nord-amèrica, com per exemple a les de Colorado, Nou Mèxic o Texas. Al Canadà, aquesta espècie es pot observar a Manitoba i Alberta.